# Leniuchowiec krótkoszyi
Leniuchowiec krótkoszyi (Choloepus hoffmanni) – gatunek ssaka z rodziny leniuchowcowatych (Choloepodidae) obejmującej leniwce dwupalczaste. Prowadzi spokojne nocne nadrzewne życie, wisząc brzuchem do góry i żywiąc się roślinami. Jego anatomia znacznie się różni od spotykanej u większości ssaków. Zwierzę stanowi obiekt badań parazytologicznych i genetycznych.

## Taksonomia
Gatunek po raz pierwszy zgodnie z zasadami nazewnictwa binominalnego opisał w 1858 roku niemiecki zoolog Wilhelm Peters nadając mu nazwę Choloepus hoffmanni. Miejsce typowe według oryginalnego opisu to „Kostaryka” (niem. Costa Rica); w 1946 George Gilbert Goodwin ograniczył je do „Escazú”, w San José, w Kostaryce; w 1980 roku Ralph M. Wetzel i Fernando Dias de Avila-Pires ponownie zmienili miejsce typowe określając je na Heredię, w Volcán Barbara, w Kostaryce. Jeden ze wspomnianych przez Petersa syntypów Wetzel i de Avila-Pires wyznaczyli na lektotyp; jest to skóra i czaszka (sygnatura ZMB 1944) ze zbiorów Muzeum Historii Naturalnej w Berlinie.
Występuje na dwóch rozłącznych obszarach: obszar północny obejmuje podgatunki hoffmanni, agustinus i capitalis natomiast południowy juruanus i pallescens. Analiza mtDNA obejmujący trzy podgatunki potwierdziła ich zróżnicowanie i wykazała głęboką rozbieżność między liniami z populacji północnej (hoffmanni) i południowej (juruanus i pallescens). 
Autorzy Illustrated Checklist of the Mammals of the World rozpoznają pięć podgatunków. Podstawowe dane taksonomiczne podgatunków (oprócz nominatywnego) przedstawia poniższa tabelka:
| Podgatunek        | Oryginalna nazwa                | Autor i rok opisu | Miejsce typowe                                                                        | Holotyp |
| ----------------- | ------------------------------- | ----------------- | ------------------------------------------------------------------------------------- | --- |
| Ch. h. agustinus  | Choloepus agustinus             | J.A. Allen, 1913  | W pobliżu San Augustin, na wysokości 5000 ft (1524 m), Huila, Kolumbia.               | Skóra i czaszka dorosłej samicy (sygnatura AMNH 33909) ze zbiorów Amerykańskiego Muzeum Historii Naturalnej; okaz zebrany 19 kwietnia 1912 roku przez Leo Millera.             |
| Ch. h. capitalis  | Choloepus capitalis             | J.A. Allen, 1913  | Barbacoas, Nariño, Kolumbia.                                                          | Skóra i czaszka dorosłej samicy (sygnatura AMNH 34152) ze zbiorów Amerykańskiego Muzeum Historii Naturalnej; okaz zebrany 5 października 1912 roku przez Williama Richardsona. |
| Ch. h. juruanus   | Choloepus juruanus              | Lönnberg, 1928    | San Antonio, na wschód od rzeki Eiru, na południe od rzeki Juruá, Amazonas, Brazylia. | Okaz (sygnatura NRMS 2601) ze zbiorów Naturhistoriska riksmuseet w Sztokholmie.                                                                                                |
| Ch. h. pallescens | Choloepus didactylus pallescens | Lönnberg, 1928    | Calavera, obszar w pobliżu Roque w drodze do Moyabamby, San Martín, Peru.             | Okaz (sygnatura NRMS 29) ze zbiorów Naturhistoriska riksmuseet w Sztokholmie.                                                                                                  |

### Etymologia
- Choloepus: gr. χωλοπους khōlopous „kulawo-nogi, chromo-nogi”, od χωλος khōlos „kulawy, chromy”; πους pous, ποδος podos „stopa”[20].
- hoffmanni: Karl Hoffmann (1823–1859), niemiecki lekarz i przyrodnik[21].
- agustinus: San Agustin, Huila, Kolumbia[5].
- juruanus: Rio Juruá, zachodnia Brazylia[22].
- pallescens: łac. pallescens, pallescentis „bladego koloru, żółtawy”, od pallescere „blednąć”, od pallere „być bladym”[23].

## Zasięg występowania
Leniuchowiec krótkoszyi występuje w zależności od podgatunku:
- Ch. hoffmanni hoffmanni – od południowego Hondurasu na południowy wschód do północno-zachodniej i północnej Kolumbii, na zachód od Andów.
- Ch. hoffmanni agustinus - od północno-zachodniej Wenezueli na południe przez środkową Kolumbię do północnego Ekwadoru.
- Ch. hoffmanni capitalis - południowo-zachodnia Kolumbia i zachodni Ekwador.
- Ch. hoffmanni juruanus - południowo-zachodnia brazylijska Amazonia (Amazonas i Acre), południowo-wschodnie Peru i północna Boliwia.
- Ch. hoffmanni pallescens - skrajnie południowa Kolumbia (Putumayo), wschodni Ekwador i wschodnie Peru.

Rozmieszczenie geograficzne w Brazylii jest niejasne i zachodzi potrzeba dalszych badań. Istnieją dwa wątpliwe odosobnione zapisy z północnego Mato Grosso w Brazylii; miejsca te znajdują się w pobliżu lub w zasięgu występowania leniuchowca dwupalczastego (Choloepus didactylus), co sugeruje możliwą błędną identyfikację.

## Morfologia i anatomia
Długość ciała (bez ogona) 500–700 mm, długość ogona 14–30 mm, długość ucha 15–37 mm, długość tylnej stopy 100–153 mm; masa ciała 2,7–10 kg. Masa mięśniowa jest o wiele niższa niż w przypadku innych zwierząt podobnej wielkości. Pozwala to leniwcom łatwiej wspinać się po gałęziach. Silne umięśnienie występuje tylko na szyi i kończynach przednich.

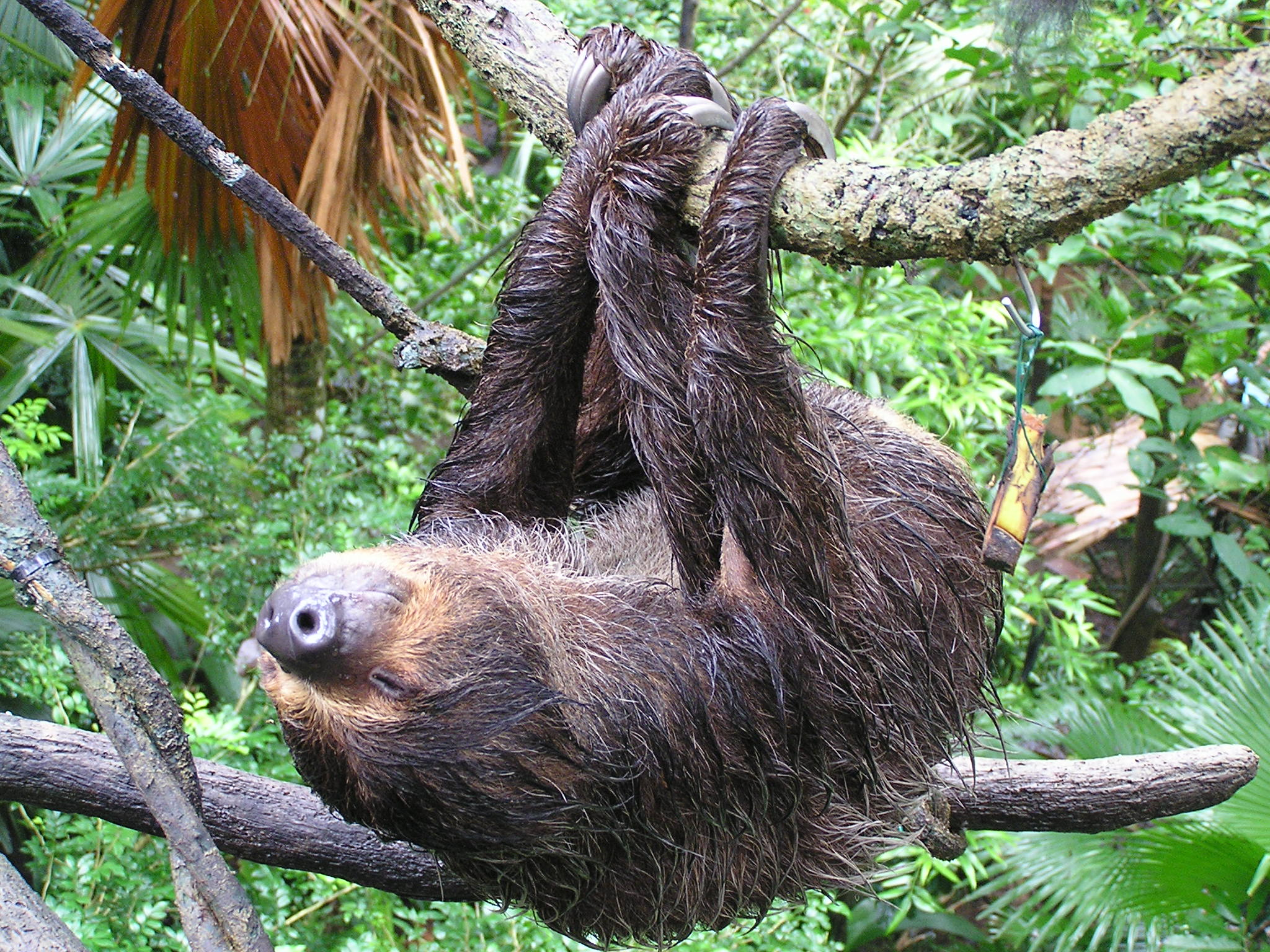
Nieruchomy leniuchowiec wtapia się w tło. 28 stycznia 2007

Okrywa włosowa tego łożyskowca, różniąca się znacznie od zwykle spotykanej u ssaków, składa się z dwóch różniących się od siebie rodzajów włosów. Dłuższe włosy okrywowe kryją wśród siebie krótsze i gęste włosy puchowe. Futro przybiera różnorodny kolor, od barwy jasnej, bladożółtej do ciemnobrązowej. Rosnące w rowkach włosów glony mogą także nadawać mu zielonkawe zabarwienie, pomagające w kamuflażu. Twarz zwykle wyróżnia się jaśniejszym odcieniem, a okolice gardła w ogóle są blade. Odwrotnie czubek głowy i ramiona mają ciemniejszą barwę. Takie umaszczenie stanowi rodzaj kamuflażu. Dodatkowo trzymając dłonie i stopy blisko siebie leniuchowiec krótkoszyi przypomina pęk zeschłych liści.
Zaokrąglona głowa o wypukłej twarzy posiada niepozorne oczy o ciemnej obwódce i nieporośnięty włosami pysk. Uszy są niewielkie.

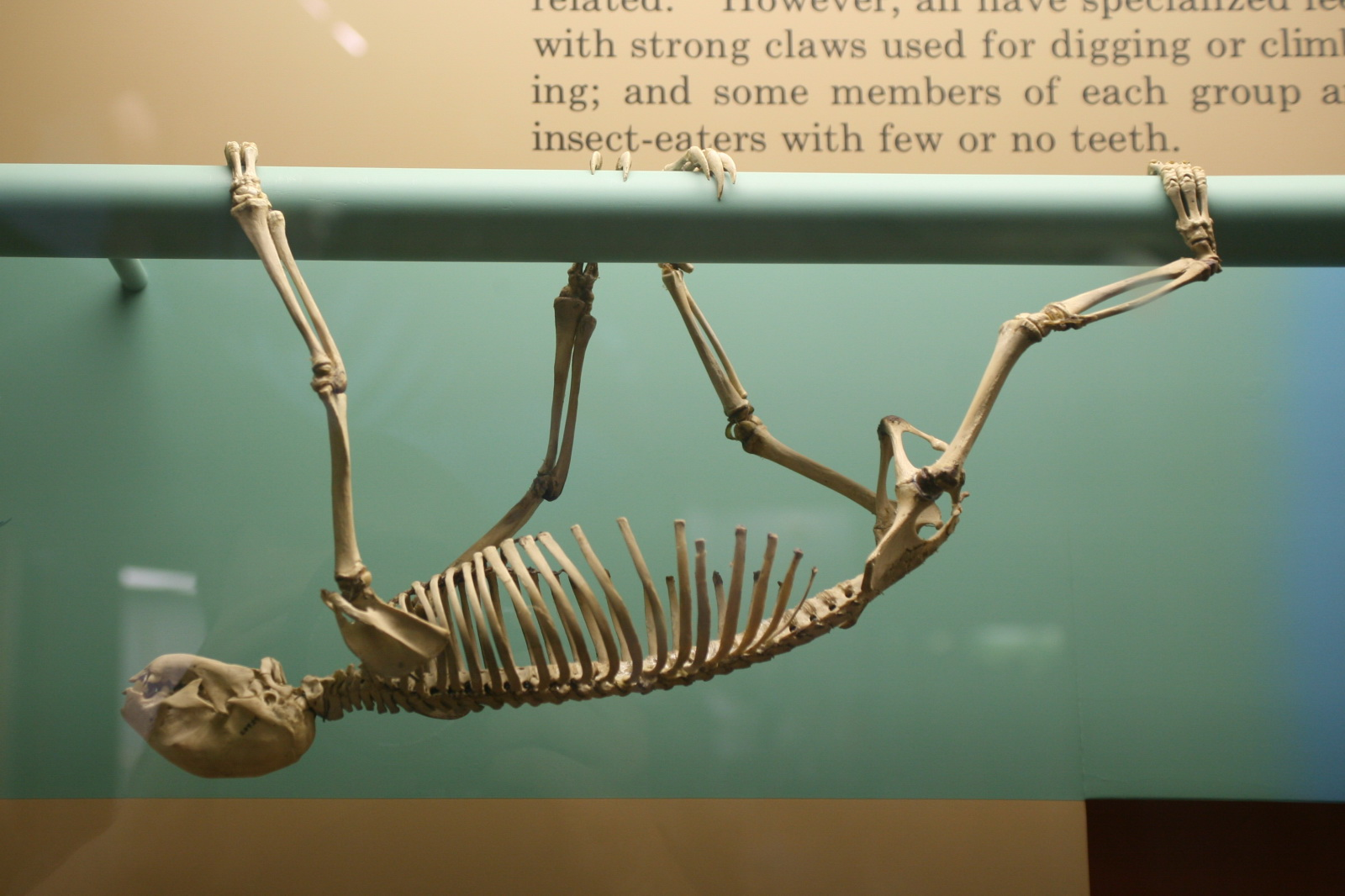
Szkielet

Żuchwa i szczęka różnią się liczbą zębów. Ta pierwsza posiada ich 8, ostatnia – 10. Trudno stwierdzić, jakim zębom innych ssaków odpowiadają. W kształcie są prawie cylindryczne. Niektóre źródła podają, że u tego rodzaju przednia powierzchnia dolnych kłów zachodzi na tylną powierzchnię kłów górnych, dzięki czemu zęby te same się ostrzą.
W odróżnieniu od prawie wszystkich innych ssaków, wyposażonych bez względu na wielkość i tryb życia w 7 kręgów szyjnych, leniuchowiec krótkoszyi posiada różną ich ilość: od pięciu lub sześciu do ośmiu, choć zazwyczaj liczba ta nie przekracza siedmiu. Także ilość kręgów odpowiadających odcinkom piersiowemu i lędźwiowemu zmienia się w szerokim zakresie, od 18 do 27. Liczba żeber natomiast wynosi niezmiennie 48. Z powodu przyjmowania pozycji bardzo różniącej się od charakterystycznej dla innych rzędów ssaków nietypowe jest także położenie niektórych narządów wewnętrznych. Żołądek o złożonej budowie przystosował się do gromadzenia dużej ilości pokarmu.
W stosunku do wielkości ciała kończyny są długie, przy czym tylne ustępują w tym względzie przednim. Wyrostek barkowy łopatki i wyrostek krukowaty łączą się ze sobą. Nie występuje krętarz trzeci. Podczas gdy dłonie kończą się dwoma palcami, stopy posiadają ich trzy. Wszystkie zdobią haczykowate pazury, pomocne w przytrzymywaniu się gałęzi drzew.
Ogon nie występuje.

## Fizjologia
Powolny metabolizm zwierzęcia (osiągający 44% wartości oczekiwanej na podstawie masy ciała) sprawia, że temperatura jego ciała zmienia się w zakresie wiele szerszym, niż u większości ssaków: 24–33 °C (inne źródła podają 34,4 °C), zależąc od temperatury otoczenia. W rezultacie gatunek może przetrwać jedynie w klimacie równikowym.

## Siedlisko
Gatunek bytuje na wysokościach od poziomu morza do 3300 metrów nad poziomem morza w Kostaryce. W Panamie dochodzi do 1925, natomiast w południowych wenezuelskich Andach do 1150.
Leniuchowiec ten zamieszkuje nizinne i górskie lasy deszczowe wiecznie zielone, liściaste i mieszane. Występuje w lasach wtórnych, ale nie znajduje się go w nizinnych lasach suchych. W Nikaragui zwierzęta widywano na terenach trawiastych obfitujących w kolczaste krzaki i drzewa, o czym wiadomo dzięki Genowaysowi i Timmowi.

## Tryb życia
Jak inne leniwce, stworzenie to prowadzi spokojny całkowicie nocny (nawet o świcie i zmierzchu zwierzę widuje się bardzo rzadko) nadrzewny tryb życia. U samic może on być stadny, podczas gdy płeć męska preferuje żywot samotnika. Struktura populacji także odbiega od przyjętych w świecie ssaków wzorców, gdyż na jednego samca przypada aż 11 samic.

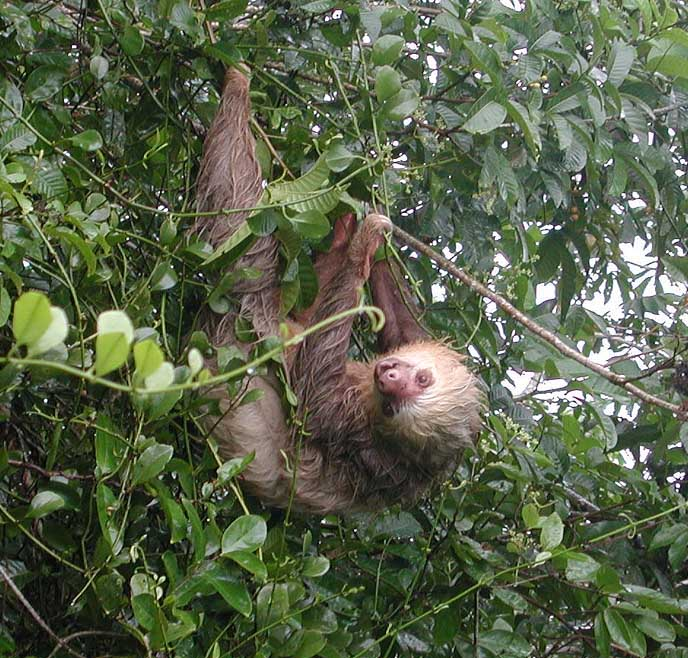
leniuchowiec je, śpi i rozmnaża się w nietypowej pozycji – brzuchem do góry. Kostaryka, lipiec 2006

Zwierzę porusza się powoli, kończyna za kończyną. Przedstawiciele jego rodzaju przewyższają jednak aktywnością jeszcze bardziej nieruchawe leniwce trójpalczaste. Choloepus hoffmanni  większą część życia spędza, wisząc na drzewie brzuchem do góry. W tej obcej większości ssaków pozycji je, śpi (trzymając głowę pomiędzy ramionami), płodzi, rodzi i wychowuje dzieci. Pożywia się pokarmem roślinnym: liśćmi, owocami, gałązkami, pąkami, a według niektórych źródeł okazjonalnie także owadami, co odkrył Nowak w 1991. Przystosował się do spożywania twardego pokarmu roślinnego. Na co dzień zjada liście kilku swych ulubionych gatunków. Podaż składników odżywczych uzupełnia dzięki glonom z futra, lizanego przez osobnika. Główne źródła wody stanowią dla niego wilgotne liście i krople rosy.
Na ziemię schodzi jedynie w celu załatwienia potrzeb fizjologicznych, co zdarza się zazwyczaj raz w tygodniu ze względu na powolny metabolizm.
Leniuchowiec krótkoszyi zazwyczaj zachowuje ciszę. Może jednak wydawać dźwięki przypominające płacz lub syczenie.

## Rozmnażanie

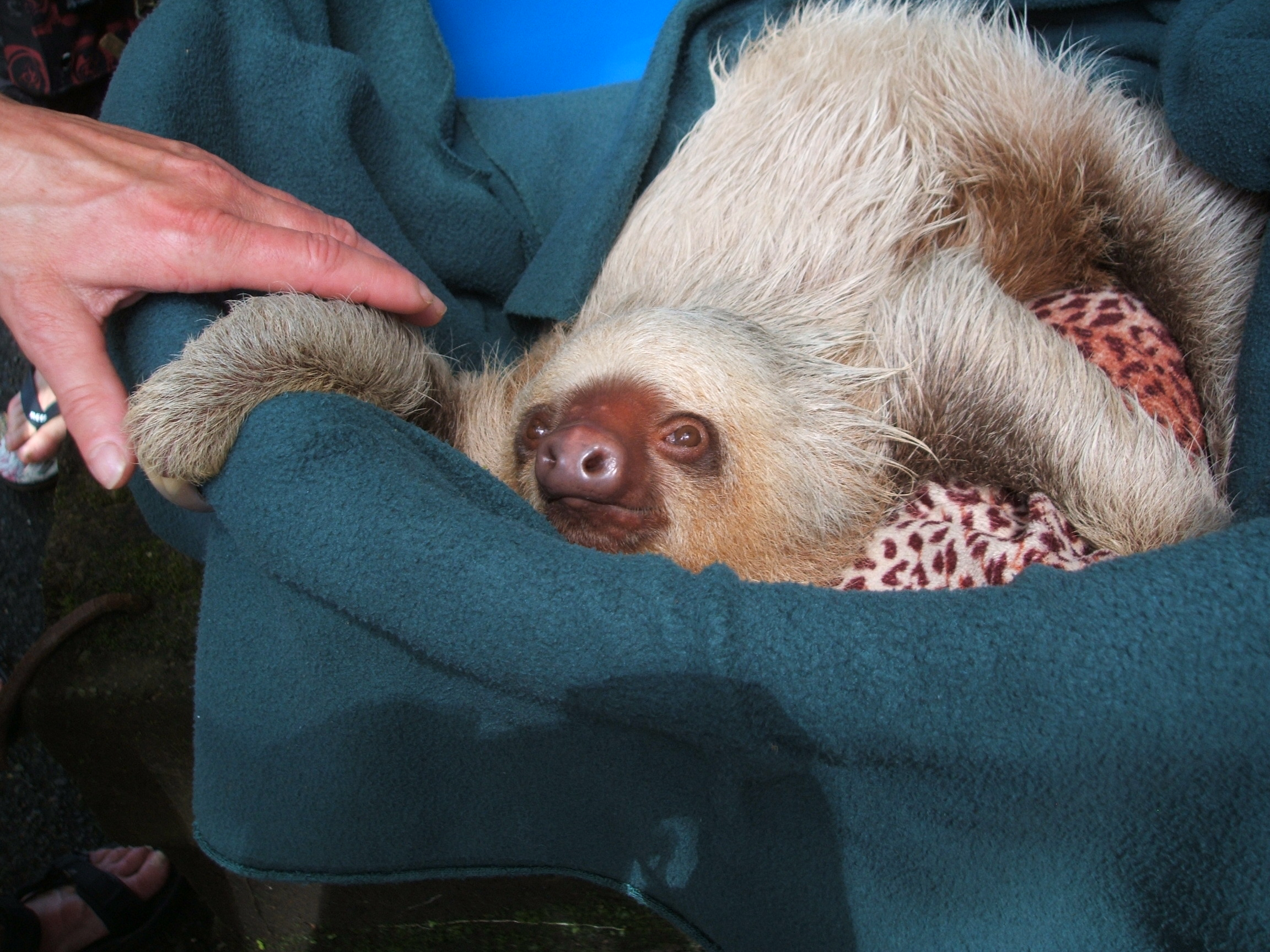
Niemowlę odnalezione w rezerwacie Caña Blanca i uratowane przez człowieka

W przypadku konfliktu dwóch samców o jedną samicę dochodzi do walki. Oponenci trzymają się wtedy gałęzi jedynie kończynami tylnymi, przednie wykorzystując przeciwko rywalowi.
Po długiej, jedenastoipółmiesięcznej ciąży (średnio 350 dni) na świat przychodzi zaledwie jedno młode. Pierwsza wydostaje się główka. Noworodkowi przypisuje się masę 300-400, nieraz 402 g. Od narodzin posiadając niewielkie pazury, wczepia się on w sierść na brzuchu swej matki. Spędza tak 20-25 dni, nim nauczy się samodzielnie wisieć na gałęziach. Ssie średnio przez 21 dni. Nie oddala się od rodzicielki przez 5 miesięcy. Matka opiekuje się nim przez 2 lata. Według niektórych źródeł kolejne mioty rozdziela zazwyczaj 14-16 miesięcy, średnio 456 dni.
Młode samice stają się zdolne do rozrodu wcześniej, niż samce – osiągając 3,5 roku. Ci ostatni natomiast dojrzewają w wieku 4-5 lat (według innych źródeł liczby te wynoszą odpowiednio 730 i 1095 dni).
Maksymalna długość życia wynosi na wolności 35, a w niewoli co najmniej 37 lat. Złapany w 1973 roku samiec do zoo San Antonio zmarł w lipcu 2013 roku.

## Pasożyty
Na leniwcach pasożytuje prawdopodobnie wiele gatunków.
Przeprowadzone w latach sześćdziesiątych badania wykazały, że 54% populacji zamieszkującej okolice Przesmyku Panamskiego stanowią nosiciele Endotrypanum schaudinni. Choroba ta, endotrypaniasis, jest charakterystyczna dla tego obszaru.
Z kolei w trwających 10 lat badaniach opublikowanych w 1980 u 19,3% z 498 zwierząt złapanych w środkowej Panamie udało się znaleźć pasożyta Leishmania braziliensis, izolując go z krwi, skóry, wątroby, śledziony, szpiku kostnego i układu pokarmowego. Szacuje się, że nosicielami jest 0–59.4% członków różnych populacji, a wartość ta koreluje z chorobowością miejscowych plemion. Nadmienić należy, że u wszystkich schwytanych leniwców infekcja przebiegała bezobjawowo.
Najnowsze badania opublikowane w 2009 ujawniły z kolei obecność Coccidium i tasiemców. Część przebadanych osobników cierpiało też na choroby skóry wywołane przez świerzbowca ludzkiego (Sarcoptes scabiei) i Amblyomma varium.

## Genetyka
Gatunek ten posiada zróżnicowaną liczbę chromosomów, 2n zawiera się w przedziale od 49 do 54. Płeć determinuje prawdopodobnie układ chromosomów XX lub X0.
Obecnie planuje się zsekwencjonować genom tego gatunku. Wyniki porównane zostaną z otrzymanymi dla innych gatunków ssaków, co pomoże ustalić pokrewieństwo pomiędzy różnymi ich grupami.

## Status
IUCN określa gatunek jako pospolity w Ameryce Środkowej, zwłaszcza na dużych wysokościach. Podaje też, że w Panamie zanotowano gęstość 105 osobników na kilometr kwadratowy, zwracając uwagę na niereprezentatywność tego wyniku. Przy obecnym stanie wiedzy nie jest w stanie określić trendu populacyjnego.
Obecnie nie istnieją poważne zagrożenia dla zwierzęcia. Co prawda liczebność populacji północnej obniża się z powodu utraty środowiska naturalnego, jednakże gatunek zamieszkuje wiele obszarów chronionych. Nie wymienia się innych zagrożeń. IUCN klasyfikuje gatunek jako LC (least concern – najmniejszej troski). Jednak z powodu wylesiania populacja północna może zmienić przedział na NT (neat threatened – bliski zagrożenia).
Przed człowiekiem chroni je tryb życia: skryte nieruchomo w koronach drzew nie stanowią częstego obiektu polowań, jak inne szczerbaki. Ofiarą myśliwych padają tylko sporadycznie, często sprzedaje się je wtedy zagranicznym turystom jako zwierzęta domowe. Z drugiej strony stanowią one tabu dla niektórych tubylców.
Gatunek wymienia załącznik III CITES. W Kostaryce jego liczebność podlega regulacji. Na terenie tego kraju występuje też w licznych parkach narodowych i rezerwatach:
- Park Narodowy Arenal Volcano
- Park Narodowy Braulio Carrillo
- Park Narodowy Carara
- Park Narodowy Cahuita
- Park Narodowy Corcovado
- Park Narodowy La Amistad
- Park Narodowy Manuel Antonio
- Park Narodowy Palo Verde
- Park Narodowy Rincón de La Vieja
- Park Narodowy Santa Rosa
- Park Narodowy Tortuguero

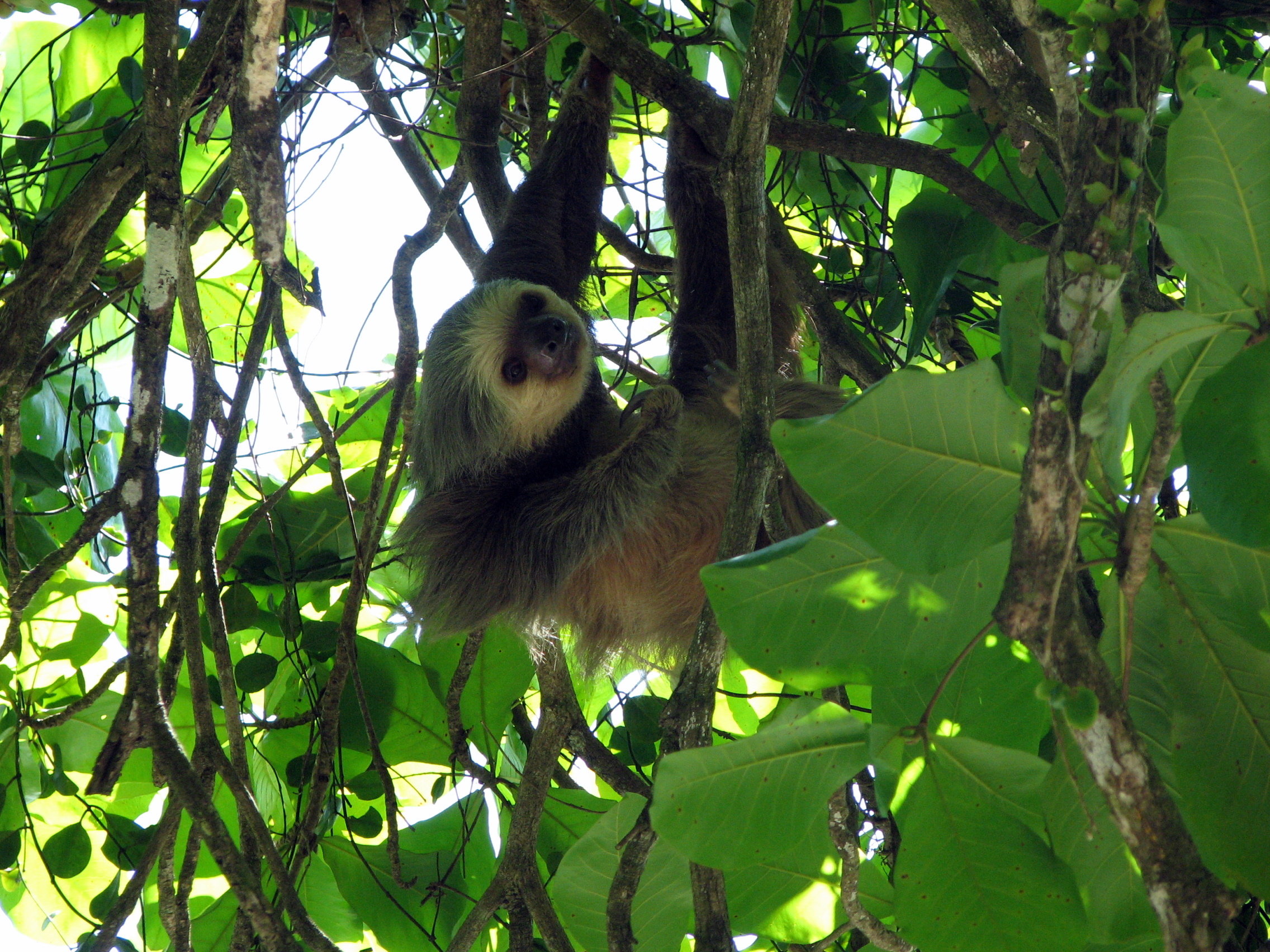
Park Narodowy Manuel Antonio, listopad 2006

- Caño Negro National Wildlife Refuge
- La Selva Biological Reserve
- Monteverde Cloud Forest Reserve
- Robert & Catherine Wilson Botanical Garden

## W niewoli

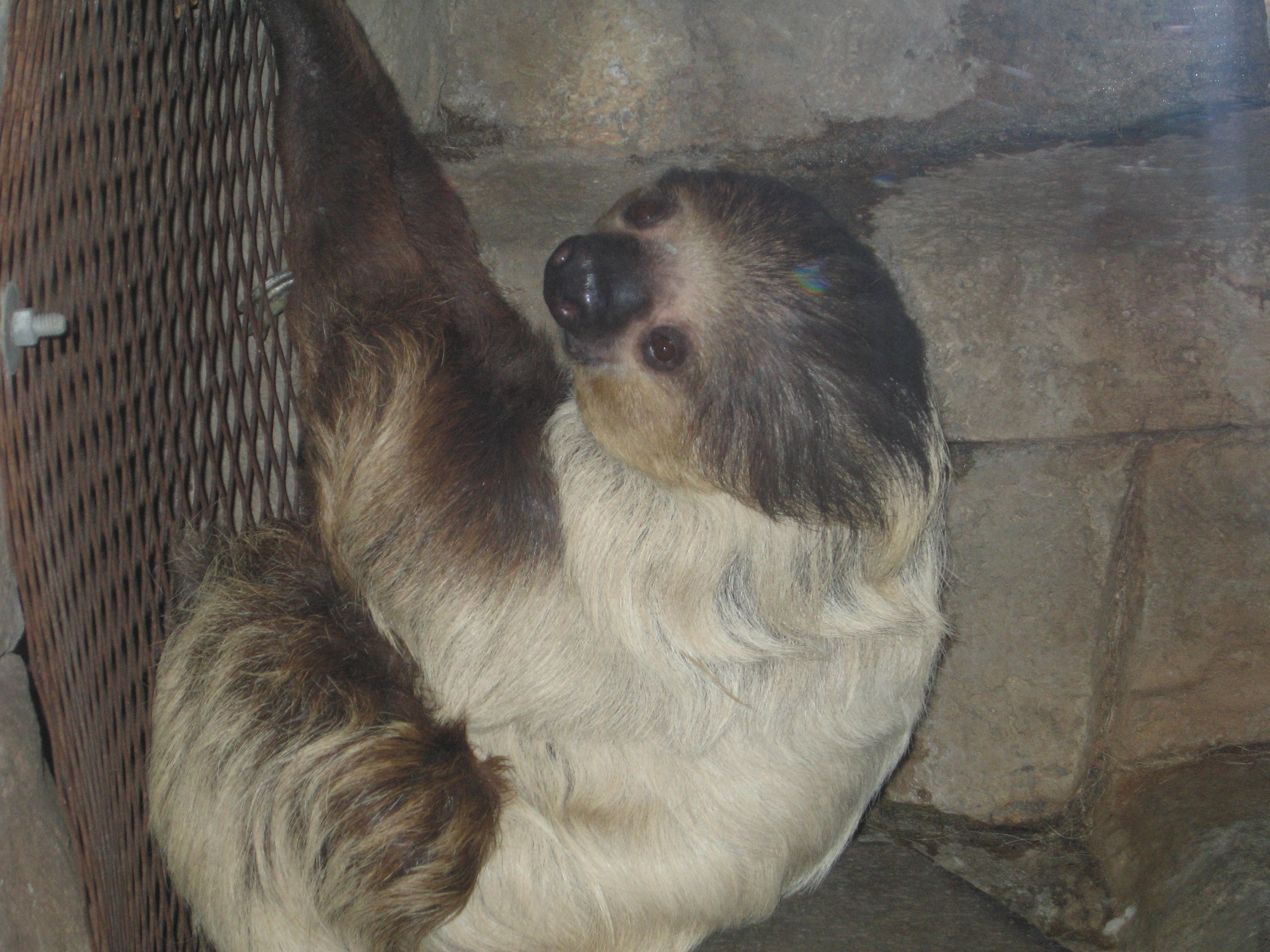
Osobnik w Milwaukee County Zoological Gardens

Leniwce dwupalczaste łatwiej utrzymać w niewoli, niż trójpalczaste.